# Li Ka-shing
Li Ka-shing (chiń. 李嘉誠; pinyin Lǐ Jiāchéng; ur. 29 lipca 1928 w Chaozhou) – hongkoński przedsiębiorca i inwestor. 
Doktor prawa (1986) i nauk społecznych (1995). Posiada obywatelstwo Chińskiej Republiki Ludowej i Kanady. Najbogatszy człowiek w Azji według Forbesa (luty 2017) i osiemnasta najbogatsza osoba na świecie, z majątkiem szacowanym na 31,5 mld dolarów. Kawaler Komandor Orderu Imperium Brytyjskiego (KBE).